# Samsung Galaxy NX
Samsung Galaxy NX – hybryda bezlusterkowca (aparatu fotograficznego) i smartfonu opartego na systemie operacyjnym Android. Została zapowiedziana w czerwcu 2013 roku. Posiada matrycę o rozdzielczości 20,3 Mpix z mocowaniem Samsung NX, Wi-Fi, łączność 3G, oraz odbiornik GPS.
Dołączone oprogramowanie pozwala na organizowanie zdjęć w aparacie, edycję i udostępniania online (np. przy wykorzystaniu łączności 3G lub Wi-Fi) lub przechowywanie zdjęć i filmów. Tak jak w przypadku innych urządzeń z systemem Android, inne oprogramowanie można pobrać ze strony Google Play.
Posiada łączność LTE oraz dodatkowe oprogramowanie m.in.:
- opcja True 3D Creator (fotografowanie i filmowanie w formacie 3D, przy użyciu obiektywu Samsung 45 mm 2D/3D)
- 30 trybów tematycznych
- obsługuje pliki wideo (nie wszystkie przy zapisie) wykorzystujące kodeki MPEG4, H.263, H.264, VC-1, Sorenson Spark, WMV7/8, MP43, VP8 oraz formaty MP4/3GP, AVI, WMV/ASF, FLV, MKV, WEBM
- Photo Suggest na podstawie danych geolokalizacyjnych (z systemów GPS i Glonass) wskazuje miejsca najczęściej fotografowane(w oparciu o bibliotekę zdjęć zrobionych przez innych fotografów)
- Story Album z wyświetlaniem na podstawie algorytmu najciekawszych zdarzeń na osi czasu oraz kadrowania ich na potrzeby tworzenia albumów cyfrowych, oglądaniem i udostępnianiem na innych urządzeniach.

Urządzenie wyposażone jest w akcelerometr, kompas cyfrowy, zbliżeniowy, żyroskop, oświetlenia RGB, autofokus (hybrydowy, detekcja fazy, detekcja kontrastu).